# Xtul (Sucilá)
Xtul es una población del municipio de Sucilá, en el estado de Yucatán.

## Localización
Xtul se encuentra al norte de la población de Sucilá.

## Toponimia
La palabra Xtul significa en idioma maya conejo.